# Врисак (филм из 2022)
Врисак (енгл. Scream), такође познат као Врисак 5, амерички је слешер филм из 2022. године, као и пети део филмског серијала Врисак. Режирали су га Мет Бетинели-Олпин и Тајлер Џилет, а сценарио су написали Џејмс Вандербилт и Гај Бјусик. Продуценти филма су: Вандербилт, Чад Вилела, Пол Најнштајн и Вилијам Шерак, са оригиналним сценаристом, Кевином Вилијамсоном, који је извршни продуцент.
Иако је испрва најављен као рибут франшизе, филм је директан наставак филма Врисак 4 из 2011, и први у серији који није режирао Вес Крејвен, који је умро 2015. године. Своје оригиналне улоге понављају Дејвид Аркет, Нев Кембел, Кортни Кокс, Роџер Џексон и Марли Шелтон. Њима се придружују Мелиса Барера, Џена Ортега, Џек Квејд, Мејсон Гудинг, Јасмин Савој Браун, Дилан Минет, Мајки Медисон, Соња бин Амар и Кајл Галнер.
Снимање се одвијало од септембра до новембра 2020. године у Вилмингтону. Филм је издат 14. јануара 2022. године у Сједињеним Државама, дистрибутера Paramount Pictures-а. Добио је углавном позитивне критике критичара, који су нарочито похвалили глуму. Наставак, Врисак 6, премијерно је приказан 2023. године.

## Радња
Двадесет и пет година након убилачког пира Билија Лумиса и Стјуа Мејхера у Вудсбору, средњошколка по имену Тара Карпентер је сама код куће када је нападне Гостфејс, након чега она заврши у болници. У Модесту, Тарину отуђену старију сестру Саманту "Сем" Карпентер о нападу обавести Вес Хикс, један од Тариних пријатеља. Сем се врати у Вудсборо са својим дечком Ричијем да посети Тару у болници, где је Сем изнова у друштву групе Тариних пријатеља: Веса, Амбер Фриман, близанаца Чеда и Минди Микс-Мартин и Чедове девојке Лив Макензи. Те вечери Гостфејс испред бара убије Ливиног бившег дечка Винса Шнајдера, који је сестрић Стјуа Мејхера. У болници Гостфејс нападне Сем, а она исприча Тари да се она носи са халуцинацијама на Билија Лумиса откако је као тинејџерка сазнала је он њен биолошки отац. Након овог сазнања њихови родитељи су се развели, а она се отуђила од Таре.
Сем и Ричи посете Дјуија Рајлија, који се развео од Гејл Ведерс. Они затраже његову помоћ у заустављању убице, а он контактира Гејл и Сидни Прескот, упозоривши их на повратак Гостфејса. Дјуи им се придружи у Миндиној и Чедовој кући и изнова се сретне са мајком близанаца Мартом, сестром Рендија Микса. Због тога што су три напада била усмерена на људе повезане са првобитним убицама, за убиства је осумњичена Сем. Гостфејс затим убије Веса и његову мајку, шерифкињу Џуди Хикс, у њиховој кући. Тамо се Дјуи изнова сретне са Гејл, која је дошла у град да покрива причу. У болници Гостфејс нападне Тару и Ричија, али их спасу Дјуи и Сем. Дјуи је убијен када покуша да убије Гостфејса.
Сидни стигне у град сазнавши за Дјуијеву смрт и у болници сретне Гејл и Сем. Сидни замоли Сем да им помогне да зауставе убицу, али Сем то одбије. Сем одлучи да напусти град са Ричијем и Таром, али су принуђени да сврате до Амберине куће по инхалатор за Тару. Сидни и Гејл их прате до Амберине куће, за коју се открива да је Стјуов бивши дом, место првобитног масакра. Гостфејс тамо нападне Чеда и Минди, али они преживе. Док Сем збрињава повређену Минди, Амбер извади пиштољ и упуца Лив у главу, откривши да је она Гостфејс. Побегавши у подрум, Ричи спекулише Сем да је Тара Амберина саучесница. Сем га остави да би пронашла Тару и нађе је везану у ормару.
Када Гејл и Сидни стигну, Амбер упуца и повреди гејл. Ричи затим убоде Сем и открије да је он Амберин партнер. Ричи и Амбер одведу Сем, Сидни и Гејл у кухињу, где им открију да су они фанови хорор серијала Убод који су се упознали на интернету. Разочарани правцем којим је радња серијала кренула са најновијим, осмим наставком, они су одлучили да почине нови убилачки пир, враћајући "изворне ликове" не би ли обезбедили нови и побољшани „изворни материјал” за девети наставак Убода, те да намеравају да убиства напакују Сем.
Након што се Тара избори против Амбер и Сем нападне Ричија, Гејл се ослободи и упуца Амбер, која заврши на упаљеном плинском горионику шпорета и у пламену. Сем је повређена, али употреби Амберин нож да избоде Ричија више пута пре него што га упуца. Амбер изнова покуша да нападне групу, али је Тара упуца на смрт. Тара и близанци Микс превезени су у болницу, а Сем се захвали Сидни и Гејл на њиховој помоћи. Гејл одбије да пише о новим убиствима и тиме пружи славу убицама, определивши се да уместо тога напише причу у част Дјуију.

## Улоге
- Нев Кембел као Сидни Прескот
- Кортни Кокс као Гејл Ведерс
- Дејвид Аркет као Дјуи Рајли
- Мелиса Барера као Сем Карпентер
- Џек Квејд као Ричи Кирш
- Мајки Медисон као Амбер Фриман
- Џена Ортега као Тара Карпентер
- Дилан Минет као Вес Хикс
- Јасмин Савој Браун као Минди Микс Мартин
- Мејсон Гудинг као Чад Микс Мартин
- Сонја Амар као Лив Макензи
- Марли Шелтон као Џуди Хикс
- Скит Улрих као Били Лумис
- Кајл Галнер као Винс Шнајдер
- Честер Там као заменик Вилсон
- Реџи Конквест као заменик Фарни
- Хедер Матарацо као Марта Микс
- Роџер Џексон као глас Гостфејса
- Кристпфер Спид као Ренди Микс